# Carlos Paz Soldán y Benavides
Carlos Paz Soldán y Benavides (Arequipa, 27 de enero de 1844 - Lima, 24 de marzo de 1926) fue un escritor y político peruano. Autor de diversas obras sobre temas políticos, históricos-geográficos y técnicos, destacando sus estudios en torno a la cuestión de Tacna y Arica. Fue diputado, senador y ministro de Justicia e Instrucción.

## Biografía
Hijo del historiador Mariano Felipe Paz Soldán y Francisca Benavides Payerl.
Se educó en los Estados Unidos, adonde su padre viajara para estudiar el sistema carcelario. De regreso al Perú, ingresó a la Universidad de San Marcos para seguir la carrera de Derecho; pero abandonó ese proyecto al ser nombrado secretario de la legación en Washington D. C. en 1862. Sin embargo, al año siguiente se suprimió ese cargo y debió regresar a su país.
En 1867 ayudó a su padre a fundar la Compañía Nacional Telegráfica y se encargó de la dirección de las obras de tendido de líneas.
Entre 1879 y 1880 editó la Revista Peruana, donde publicó muchos trabajos históricos importantes.
Al estallar la Guerra del Pacífico en 1879, se enroló en el ejército destinado a la defensa de Lima y se le concedió el grado de coronel. Se encargó de la sección de telégrafos del Estado Mayor General, cumpliendo una destacada labor al mantener activas las comunicaciones con las posiciones defensivas donde se libraron las batallas de San Juan, Chorrillos y Miraflores (1881).
Tras la ocupación de Lima por los chilenos, fue uno de los asistentes de la Asamblea donde se eligió como presidente provisorio de la República al doctor Francisco García Calderón. Se opuso al general Miguel Iglesias y a la firma del Tratado de Ancón (1883), por lo que fue perseguido, viéndose en la necesidad de buscar asilo en las legaciones de Francia y Argentina.
Brindó su apoyo al primer gobierno del general Andrés A. Cáceres (1886-1890), a través del periódico El Sol, aunque se opuso a los términos del Contrato Grace (1888).
Luego fue secretario del presidente Remigio Morales Bermúdez (1890-1894) y fue elegido diputado por la provincia de Contumazá (1892-1894).
Fue miembro fundador de la Sociedad Geográfica de Lima (1888) y del Instituto Histórico del Perú (1905).

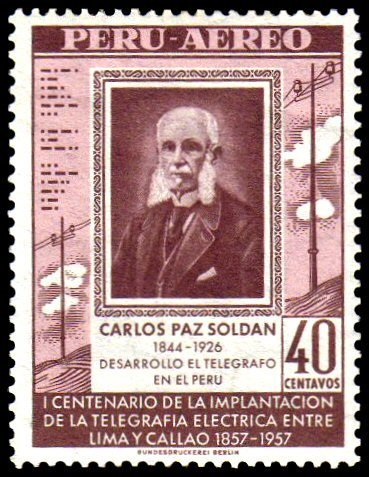
Sello postal de 1958 con la efigie de Carlos Paz Soldán.

Durante el gobierno de Guillermo Billinghurst fue nombrado ministro de Justicia, Instrucción, Culto y Beneficencia (27 de julio de 1913), formando parte del gabinete presidido por Enrique Varela Vidaurre, que fue el último de dicho gobierno, antes del golpe militar del 4 de febrero de 1914.
Luego fue elegido senador por el departamento de San Martín (1913-1918) y en tal calidad, se contó en el grupo de parlamentarios que defendieron los intereses del Estado en el conflicto originado por la London Pacific Petroleum sobre la explotación de los yacimientos de La Brea y Pariñas. Ello ocurrió durante el segundo gobierno de José Pardo.

## Espiritismo y su experiencia en el "hospicio de insanos"
Paz Soldán fue una figura destacada del espiritismo en Perú durante el siglo XIX. Esta doctrina, desarrollada en Europa entre las décadas de 1840 y 1850, sostenía la posibilidad de comunicarse con los espíritus de los difuntos mediante diversos fenómenos espiritistas, como las mesas giratorias, los raps (golpes inexplicables), la clarividencia y la mediumnidad, además de incluir nociones como la reencarnación. Las creencias y prácticas espiritistas de Paz Soldán motivaron su internamiento en el Hospicio de Insanos de Lima, donde permaneció desde el 11 de octubre de 1885 hasta el 23 de enero de 1886, bajo el diagnóstico de "locura razonada". Aunque el ingreso al Hospicio le fue presentado como una medida terapéutica adecuada para tratar su supuesta alienación mental, la experiencia resultó profundamente traumática. Durante su reclusión, Soldán denunció episodios de violencia y malos tratos, los cuales relató detalladamente en su revista El Sol en una serie de entregas publicadas en 1886 bajo el título "Estudios espiritistas y la vida de loco". Posteriormente, estos textos fueron reunidos y publicados en forma de libro, constituyendo un testimonio singular sobre el tratamiento psiquiátrico en el Perú decimonónico y el estigma asociado a las creencias espiritistas.

## Publicaciones
- Cartilla de telegrafía eléctrica en el Perú (1868, 1872 y 1898)
- La traición de Iglesias (1884)
- La telegrafía eléctrica en el Perú (1886)
- Los bancos hipotecarios; estudio sobre su organización y operaciones en el Perú (1887)
- El memorándum secreto (1889), que los tenedores de bonos de la deuda externa peruana presentaron al gobierno chileno.

También es autor una serie de fascículos donde hizo enjundiosos estudios sobre diversos problemas limítrofes del Perú, especialmente los que atañen a la cuestión de Tacna y Arica:
- La cláusula tercera del Tratado de Ancón y el plebiscito de Tacna y Arica (1901)
- La cuestión de Tacna y Arica y la quebrada de Camarones (1903)
- Límites entre Arica y Tarapacá (1904)
- El protocolo Pedemonte-Mosquera (1910), en dos fascículos.
- La gestión de los ministerios Irigoyen y Mendiburu y la guerra con Chile (1929).

Además, editó y publicó la Historia de la Confederación Perú-Boliviana (1888), obra que su padre dejara en borrador y que debía formar parte de su monumental Historia del Perú independiente.